# 중범죄
| |
| 형법 刑法 |
| 형법학 · 범죄 · 형벌 죄형법정주의 |
| 범죄론 |
| 구성요건 · 실행행위 · 부작위범 간접정범 · 미수범 · 기수범 · 중지범 불능범 · 상당인과관계 고의 · 고의범 · 착오 과실 · 과실범 공범 · 정범 · 공동정범 공모공동정범 · 교사범 · 방조범 |
| 항변 |
| 위법성조각사유 · 위법성 · 책임 · 책임주의 책임능력 · 심신상실 · 심신미약 · 정당행위 · 정당방위 · 긴급피난 · 오상방위 · 과잉방위 · 강요된 행위                                     |
| 죄수 |
| 상상적 경합 · 연속범 · 병합죄 |
| 형벌론 |
| 사형 · 징역 · 금고 벌금 · 구류 · 과료 · 몰수 법정형 · 처단형 · 선고형 자수 · 작량감경 · 집행유예                                                                                  |
| 대인범죄 |
| 폭행죄 · 상해치사죄 · 절도죄 |
| 성범죄 · 성매매알선 · 강간죄 |
| 유괴 · 과실치사상죄 · 살인죄 |
| 대물범죄 |
| 손괴죄 · 방화죄 |
| 절도죄 · 강도죄 · 사기죄 |
| 사법절차 방해죄 |
| 공무집행방해죄 · 뇌물죄 |
| 위증죄 · 배임죄 |
| 미완의 범죄 |
| 시도 · 모의 · 공모 |
| 형법적 항변 |
| 자동증, 음주 & 착오 |
| 정신 이상 · 한정책임능력 |
| 강박 · 필요 |
| 도발 · 정당방위 |
| 다른 7법 영역 |
| 헌법 · 민법 · 형법 |
| 민사소송법 · 형사소송법 · 행정법 |
| 포털: 법 · 법철학 · 형사정책 |
| v • d • e • h |

중범죄(重犯罪, 영어: Felony)는 대륙법을 채택하고 있는 대한민국과는 달리 미국, 영국과 같이 보통법을 적용하는 국가에서 매우 심각한 범죄로 규정하고 있는 범죄 행위이다. 죄의 경중이 높은 범죄로, 경범죄(輕犯罪)와 대비되는 개념이다. 중범죄라는 용어는 영국식 보통법에서 중범죄로 기소된 피의자의 사유 재산을 몰수해갔던 데에서 유래하였으며, 그렇지 않은 범죄는 이와 대비하여 경범죄(misdemeanor)로 이름 붙여졌다.
중범죄로 기소가 된 자를 중범죄자(felon)라 하며, 중죄와 경범죄 사이의 구분이 비교적 명확한 편에 속하는 미국에서는 중범죄를 연방 정부가 1년을 초과하는 징역 또는 사형을 선고할 수 있는 범죄로 규정한다. 대한민국에서는 명확한 기준은 없지만 피해자에게 육체적, 정신적, 물질적으로 피해를 크게 주는 범죄 정도로 그 의미가 통용되고 있다.

## 개괄
악한 습성의 폭행죄나 방화죄, 강도죄나 마약을 소지 또는 판매한 죄, 살인죄, 강간죄, 공공기물에 대한 반달리즘 등이 중범죄에 속한 것으로 간주된다. 죄의 형태로 보아서는 비슷하지만, 세부적인 상황에 따라 경범죄가 될 수도 있고 중범죄가 될 수도 있다. 예를 들어, 규제된 약품(controlled substances)의 불법적인 상품의 제조, 유통 및 판매는 중법죄로 간주되지만, 같은 물질을 소량만 소지하고 있는 행위는 경범죄에 그칠 수도 있다.
연방법에 중범죄에 대한 처벌 규정이 명시되어 있는 미국에서는 이와 같은 범죄에 대해 1년 이상의 징역에 처하거나 살인죄와 같은 극범죄에 대해서는 사형을 집행하게 된다. 보다 근래에는 보호관찰에서 징역형, 그 정도가 심한 경우에는 사형을 선고하여 이와 같은 죄를 다스리고 있다.
독일의 고대 게르만족의 경우 중범죄를 mientat이라 했고 예를 들어 몰래 누군가는 해치려는 목적으로 장치를 한 경우를 음흉범죄(Neidingswerk)라고 하여 중하게 처벌하였다.

## 같이 보기
- 경범죄